# Етика врлине
Етика врлине (такође аретаична етика, од грчког ἀρετή [aretḗ], што значи врлина или изврсност) је филозофски приступ који ставља нагласак на врлину и карактер као примарне теме етике, за разлику од других етичких система који приоритет дају последицама добровољних дела, принципима или правилима понашања, или послушности божанској власти.
Етика врлине се обично супротставља двема другим главним приступима у етици, консеквенцијализму и деонтологији, који стављају доброту исхода неког чина (консеквенцијализам) и концепт моралне дужности (деонтологија) у центар. Док етика врлине не пориче нужно важност доброте стања ствари или моралних дужности за етику, она наглашава врлину, а понекад и друге концепте, попут eudaimonia, у мери у којој то не чине друге етичке теорије.

## Кључни концепти

### Врлина и порок
У етици врлине, врлина је карактеристична диспозиција да се мисли, осећа и делује добро у некој области живота. Насупрот томе, порок је карактеристична диспозиција да се мисли, осећа и делује лоше у некој области живота. Врлине нису свакодневне навике; оне су особине карактера, у смислу да су централне за нечију личност и оно што та особа јесте.
У раним верзијама и неким савременим верзијама етике врлине, врлина се дефинише као особина карактера која промовише или показује људско „цветање и благостање“ код особе која је поседује. Неки савремени приступи не дефинишу врлине у смислу благостања или цветања, а неки иду толико далеко да врлине дефинишу као особине које теже да промовишу неко друго добро, независно од самих врлина, чиме се етика врлине подвргава (или спаја са) консеквенцијалистичком етиком.

### Врлина и емоције
У античкој грчкој и савременој еудаимонијској етици врлине, врлине и пороци су сложене диспозиције које укључују и афективне и интелектуалне компоненте. То значи да су то диспозиције које укључују и способност да се добро расуђује о исправном поступку, као и да се емоције и осећања правилно ангажују.
На пример, великодушна особа може добро да расуђује о томе када и како да помогне људима, а таква особа то чини са задовољством и без унутрашњег сукоба. У томе се врли људи разликују не само од порочних људи (који лоше расуђују о томе шта треба учинити и емоционално су везани за погрешне ствари), већ и од инконтинентних (које њихова осећања наводе да чине погрешне ствари иако знају шта је исправно), као и од оних који су само континентни (чије емоције их искушавају да чине погрешно, али чија снага воље им омогућава да ураде оно што знају да је исправно).

### Фронезис и еудаимонија
Phronesis (φρόνησις; разборитост, практична врлина или практична мудрост) је стечена особина која омогућава свом носиоцу да препозна најбољу ствар коју треба учинити у датој ситуацији. За разлику од теоријске мудрости, практични разум резултира деловањем или одлуком.
Eudaimonia (εὐδαιμονία) је стање које се из грчког различито преводи као 'благостање', 'срећа', 'блаженство', а у контексту етике врлине као 'људско цветање'. Eudaimonia у овом смислу није субјективно, већ објективно стање. Према Аристотелу, најистакнутијем заговорнику eudaimonia у западној филозофској традицији, eudaimonia дефинише циљ људског живота. Она се састоји у остваривању карактеристичне људске особине – разума – као највластитије и најхрањивије активности душе.

## Историја врлине
Као и велики део западне традиције, теорија врлине потиче из античке грчке филозофије. Етика врлине започиње са Сократом, а даље је развијају Платон, Аристотел и стоици. Етика врлине се фокусира на карактер појединца, а не на саме чинове (или њихове последице). Постоји дебата међу заговорницима етике врлине о томе које специфичне врлине су вредне похвале, али већина теоретичара се слаже да се етика показује кроз праксу врлина.
Платон и Аристотел имају различите приступе врлинама. Платон сматра да је врлина у суштини циљ који треба достићи, за шта пријатељ може бити корисно средство. Аристотел, с друге стране, тврди да врлине функционишу више као средства за заштиту људских односа, посебно аутентичног пријатељства, без којег је потрага за срећом осујећена.
Разматрање онога што је познато као четири кардиналне врлине – мудрост, правда, храброст и умереност – може се наћи у Платоновој Републици. Врлине такође заузимају истакнуто место у Аристотеловој етичкој теорији у Никомаховој етици. Теорија врлине је уграђена у проучавање историје од стране моралистичких историчара као што су Ливије, Плутарх и Тацит. Грчка идеја о врлинама пренета је у римску филозофију кроз Цицерона, а касније уграђена у хришћанску моралну теологију од стране Амвросија Миланског. Током периода сколастике, најопсежније разматрање врлина из теолошке перспективе пружио је Тома Аквински у свом делу Summa Theologica  и коментарима на Никомахову етику.

## Савремени „аретаични заокрет“
Иако су неки филозофи Просветитељства (нпр. Хјум) наставили да наглашавају врлине, са успоном утилитаризма и деонтолошке етике, теорија врлине је потиснута на маргине западне филозофије. Савремени препород теорије врлине често се приписује есеју филозофкиње Елизабет Анском из 1958. године под називом „Савремена морална филозофија“. Након тога, низ филозофа и мислилаца допринео је обнови интересовања за етику врлине, укључујући:
- Мајкл Стокер, који је у чланку из 1976. „Шизофренија савремених етичких теорија“ сумирао главне аретаичне критике деонтолошке и консеквенцијалистичке етике.
- Филипа Фут, која је 1978. објавила збирку есеја под називом Врлине и пороци.
- Аласдер Макинтајр, који је у делима као што су После врлине и Three Rival Versions of Moral Enquiry покушао да реконструише теорију засновану на врлинама у дијалогу са проблемима модерне и постмодерне мисли.
- Розалинд Херстхаус, која је 1999. објавила књигу О етици врлине.
„Аретаични заокрет“ у моралној филозофији прате слични развоји у другим филозофским дисциплинама, као што су епистемологија (где је развијена врлинска епистемологија од стране Линде Загзебски и других), политичка теорија (дискусија о „политици врлине“) и правна теорија (литература о врлинској јуриспруденцији).

## Спискови врлина
Постоји неколико спискова врлина. Сократ је тврдио да је врлина знање, што сугерише да постоји само једна врлина. Стоици су идентификовали четири кардиналне врлине: мудрост, правду, храброст и умереност. Мудрост се дели на добар разум, добро рачунање, брзу духовитост, дискрецију и сналажљивост. Правда се дели на побожност, поштење, правичност и фер поступање. Храброст се дели на издржљивост, самопоуздање, високог духа, ведрину и марљивост. Умереност се дели на добру дисциплину, пристојност, скромност и самоконтролу.

### Аристотелов списак
Аристотел идентификује 12 врлина које показују да особа добро обавља своју људску функцију. Он разликује врлине које се односе на емоције и жеље од оних које се односе на ум. Прве назива моралним врлинама, а друге интелектуалним врлинама.

### Моралне врлине
Аристотел је сугерисао да је свака морална врлина златна средина између два одговарајућа порока, једног вишка и једног недостатка. У Никомаховој етици он разматра 11 моралних врлина:
| Димензија               | Вишак             | Златна средина                                   | Недостатак      |
| ----------------------- | ----------------- | ------------------------------------------------ | --------------- |
| Страх и самопоуздање    | Непромишљеност    | Храброст пред страхом                            | Плашљивост      |
| Уживање и бол           | Разузданост       | Умереност пред задовољством и болом              | Неосетљивост    |
| Давање и трошење (мање) | Расипништво       | Великодушност са богатством и поседима           | Шкртост         |
| Давање и трошење (више) | Вулгарност        | Величанственост са великим богатством и поседима | Ситничавост     |
| Част и срамота (веће)   | Умишљеност        | Веледушност са великим почастима                 | Малог духа      |
| Част и срамота (мање)   | Празна умишљеност | Примерена амбиција са нормалним почастима        | Неамбициозност  |
| Бес                     | Раздражљивост     | Стрпљење                                         | Недостатак духа |
| Самоизражавање          | Бахвалење         | Искреност у самоизражавању                       | Лажна скромност |
| Разговор                | Кловновство       | Духовитост у разговору                           | Грубост         |
| Друштвено понашање      | Улагивање         | Пријатељство у друштвеном понашању               | Мрзовољност     |
| Индигнација             | Завист            | Правда и праведна индигнација пред повредом      | Злобност        |

### Интелектуалне врлине
Аристотел такође наводи неколико интелектуалних врлина:
- Nous (интелигенција), која схвата основне истине (као што су дефиниције, самоочигледни принципи).
- Episteme (наука), која представља вештину закључивања (као што су докази, силогизми, демонстрације).
- Sophia (теоријска мудрост), која комбинује основне истине са валидним, неопходним закључцима за добро расуђивање о непроменљивим истинама.
- Gnome (добар разум) – доношење суда, „симпатично разумевање“.
- Synesis (разумевање) – схватање онога што други кажу, не издаје наредбе.
- Phronesis (практична мудрост) – знање шта треба учинити, знање о променљивим истинама, издаје наредбе.
- Techne (уметност, занатство).

## Критике етике врлине
Етика врлине суочава се са неколико критика. Једна од њих се односи на проблем вођства; противници, попут Роберта Лаудена, у чланку „Неке мане етике врлине“, постављају питање да ли идеја о врлом моралном актеру, вернику или судији може пружити неопходно вођство за деловање, формирање уверења или решавање правних спорова.
Друга критика се тиче универзалне применљивости врлина. Неки заговорници етике врлине тврде да је централна карактеристика врлине њена универзална применљивост, односно да особина дефинисана као врлина мора разумно бити сматрана врлином за све људе. Према овом ставу, није конзистентно тврдити, на пример, да је покорност женска врлина, а да се иста не предлаже као мушка. С друге стране, Аласдер Макинтајр одговара на ову критику тврдећи да сваки опис врлина мора бити генерисан из заједнице у којој се те врлине практикују, наглашавајући да сама реч *етика* имплицира ethos.
Такође, постоји критика да етика врлине не фокусира на то које врсте поступака су морално дозвољене, већ на то какве квалитете особа треба да негује да би постала добра. Противници често истичу да ова карактеристика чини етику врлине неупотребљивом као универзалну норму прихватљивог понашања погодну за основу законодавства.

## Примене етике врлине
Етика врлине има бројне савремене примене у различитим областима:
- **Социјална и политичка филозофија**: Деирдре Меклоски тврди да етика врлине може пружити уравнотежен приступ разумевању капитализма и капиталистичких друштава.
- **Образовање**: Џејмс Пејџ сматра да етика врлине може пружити rationale и основу за мировно образовање.
- **Здравствена заштита и медицинска етика**: Томас Алуред Фаунс истиче да би узбуњивање у здравственим установама било више поштовано у оквиру клиничких управљачких путева ако би имало чвршћу академску основу у етици врлине.
- **Технологија и врлине**: Шенон Валор у својој књизи „Технологија и врлине“ предлаже низ „техноморалних“ врлина које људи треба да негују да би напредовали у нашем социо-технолошком свету, укључујући искреност, самоконтролу, скромност, правду, храброст, емпатију, бригу, учтивост, флексибилност, перспективу и великодушност.